# The Howling
The Howling (bra: Grito de Horror; prt: O Uivo da Fera) é um filme estadunidense de 1981, do gênero terror, dirigido por Joe Dante, com roteiro de John Sayles e Terence H. Winkless baseado no romance The Howling, de Gary Brandner.

## Sinopse
Repórter de TV Kare White (Wallace-Stone) passa por traumática experiência e, com o marido Bill Neil (Stone), refugia-se numa casa de campo. Só que o local está infestado de lobisomens.

## Elenco
- Dee Wallace-Stone - Karen White
- Patrick Macnee - Dr. George Waggner
- Dennis Dugan - Chris
- Christopher Stone - R. William 'Bill' Neill
- Belinda Balaski - Terry Fisher
- Kevin McCarthy - Fred Francis
- John Carradine - Erle Kenton
- Slim Pickens - Sam Newfield
- Elisabeth Brooks - Marsha Quist
- Robert Picardo - Eddie Quist
- Margie Impert - Donna
- Noble Willingham - Charlie Barton
- James Murtaugh - Jerry Warren
- Jim McKrell - Lew Landers
- Don McLeod - T.C. Quist

## Prêmios e indicações

### Prêmios
Saturn Awards
- Melhor filme de horror: 1981

 Festival de Cinema Fantástico de Avoriaz
- Prêmio da crítica: 1981

### Indicações
Saturn Awards
- Melhor maquiagem: 1981
- Melhores efeitos especiais: 1981

 Festival de Cinema Fantástico de Avoriaz
- Melhor filme: 1981